# Vakhtang I Gurieli
Vakhtang I Gurieli fou mtavari de Gúria del 1583 al 1587. Va ser nomenat a la deposició del seu pare Jordi II Gurieli, el 1583. Estava casat amb Thamar, filla de Kaikhushru II Djakèli, Atabek de Samtskhé. Va morir el 1587 i el pare Jordi II va recuperar el tron.